# Лінія ЛРТ Пусан — Кімхе
Лінія ЛРТ Пусан — Кимхе (кор. 부산-김해 경전철) — лінія легкорейкового транспорту що доповнює систему ліній метро в південнокорейському місті Пусан.

## Історія
Будівництво розпочалося у лютому 2006 року. Перше відкриття лінії сталося у липні 2011 року, але через декілька днів лінія була закрита, це сталося через високий рівень шуму від потягів. Проблему вдалося усунути досить швидко і вже 9 вересня того ж року лінія була відкрита в безкоштовному режимі, знімання плати за проїзд почалося з 17 вересня 2011 року.

## Лінія
Повністю естакадна лінія сполучає Пусан та місто Кімхе з Міжнародним аеропортом Кімхе, та має дві пересадки на звичайні лінії метро. На лінії використовуються повністю автоматизовані двовагонні потяги що живляться від третьої рейки, ширина колії — стандартна. Всі станції побудовані закритого типу зі скляними дверима що відділяють платформу від потяга, та мають виключно берегові платформи. Незважаючи на свою назву лінія відповідає всім стандартам метрополітену, має повністю відокремлені від інших видів транспорту колії.

## Станції
| ЛРТ Пусан — Кимхе |                                 |                  |                                |                                |             |
| № станції         | Назва українською               | Назва корейською | Назва англійською              | Розташування                   | Пересадка   |
| 1                 | «Сасан»                         | 사상             | «Sasang»                       | Район Сасан, Пусан             | Друга лінія |
| 2                 | «Квебоп-Ренісіте»               | 괘법르네시떼     | «Gwaebeop Renecite»            | Район Сасан, Пусан             |             |
| 3                 | «Собусан-Ютхончігу»             | 서부산 유통지구  | «Seobusan Yutongjigu»          | Район Кансо, Пусан             |             |
| 4                 | «Міжнародний аеропорт Кімхе»    | 공항             | «Gimhae International Airport» | Район Кансо, Пусан             |             |
| 5                 | «Докду»                         | 덕두             | «Deokdu»                       | Район Кансо, Пусан             |             |
| 6                 | «Дингку»                        | 등구             | «Deunggu»                      | Район Кансо, Пусан             |             |
| 7                 | «Деджо»                         | 대저             | «Daejeo»                       | Район Кансо, Пусан             | Третя лінія |
| 8                 | «Пхьонган»                      | 평강             | «Pyeonggang»                   | Район Кансо, Пусан             |             |
| 9                 | «Деса»                          | 대사             | «Daesa»                        | Район Кансо, Пусан             |             |
| 10                | «Бурам»                         | 불암             | «Buram»                        | Місто Кімхе, Південний Кьонсан |             |
| 11                | «Чіне»                          | 지내             | «Jinae»                        | Місто Кімхе, Південний Кьонсан |             |
| 12                | «Коледж Кімхе»                  | 김해대학         | «Gimhae College»               | Місто Кімхе, Південний Кьонсан |             |
| 13                | «Університет Інче»              | 인제대           | «Inje University»              | Місто Кімхе, Південний Кьонсан |             |
| 14                | «Мерія Кімхе»                   | 김해시청         | «Gimhae City Hall»             | Місто Кімхе, Південний Кьонсан |             |
| 15                | «Пувон»                         | 부원             | «Buwon»                        | Місто Кімхе, Південний Кьонсан |             |
| 16                | «Понгхван»                      | 봉황             | «Bonghwang»                    | Місто Кімхе, Південний Кьонсан |             |
| 17                | «Могила Короля Суро»            | 수로왕릉         | «Royal Tomb of King Suro»      | Місто Кімхе, Південний Кьонсан |             |
| 18                | «Національний музей Кімхе»      | 박물관           | «Gimhae National Museum»       | Місто Кімхе, Південний Кьонсан |             |
| 19                | «Парк Йончі»                    | 연지공원         | «Yeonji Park»                  | Місто Кімхе, Південний Кьонсан |             |
| 20                | «Пресвітеріанський університет» | 장신대           | «Presbyterian University»      | Місто Кімхе, Південний Кьонсан |             |
| 21                | «Університет Кая»               | 가야대           | «Kaya University»              | Місто Кімхе, Південний Кьонсан |             |

## Галерея

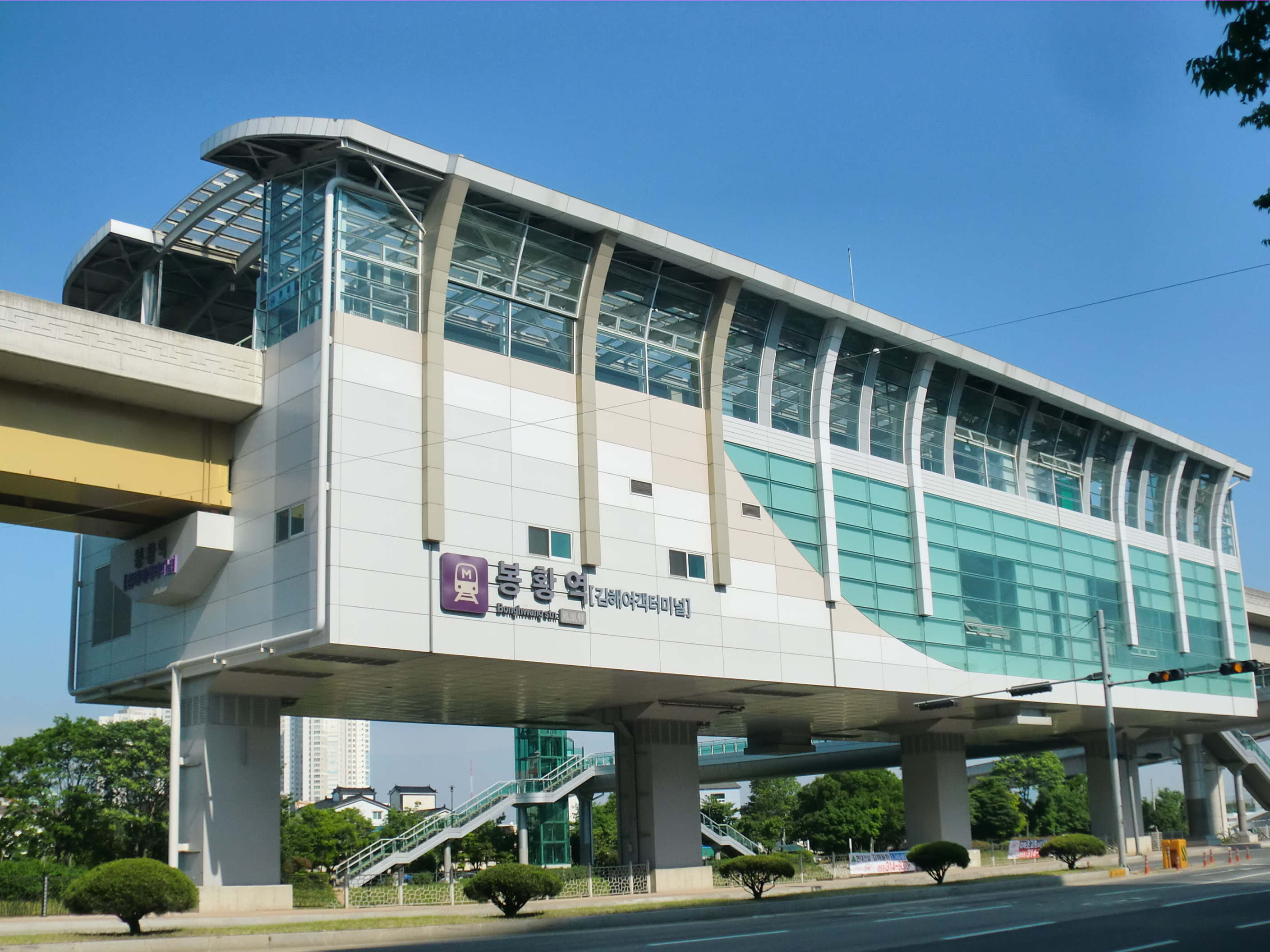
Типова станція «Бонгхван»
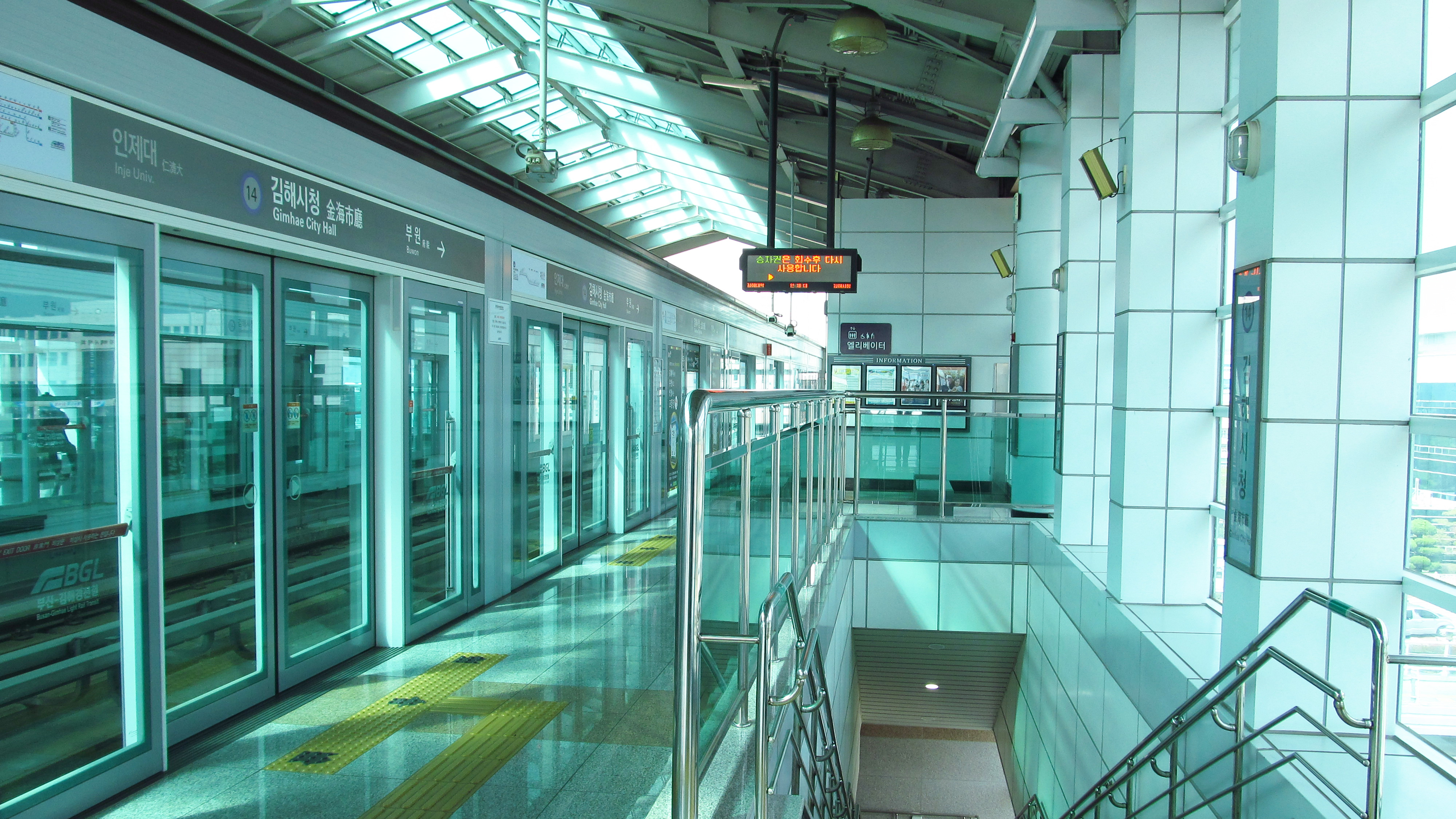
Платформа станцій «Мерія Кимхе»
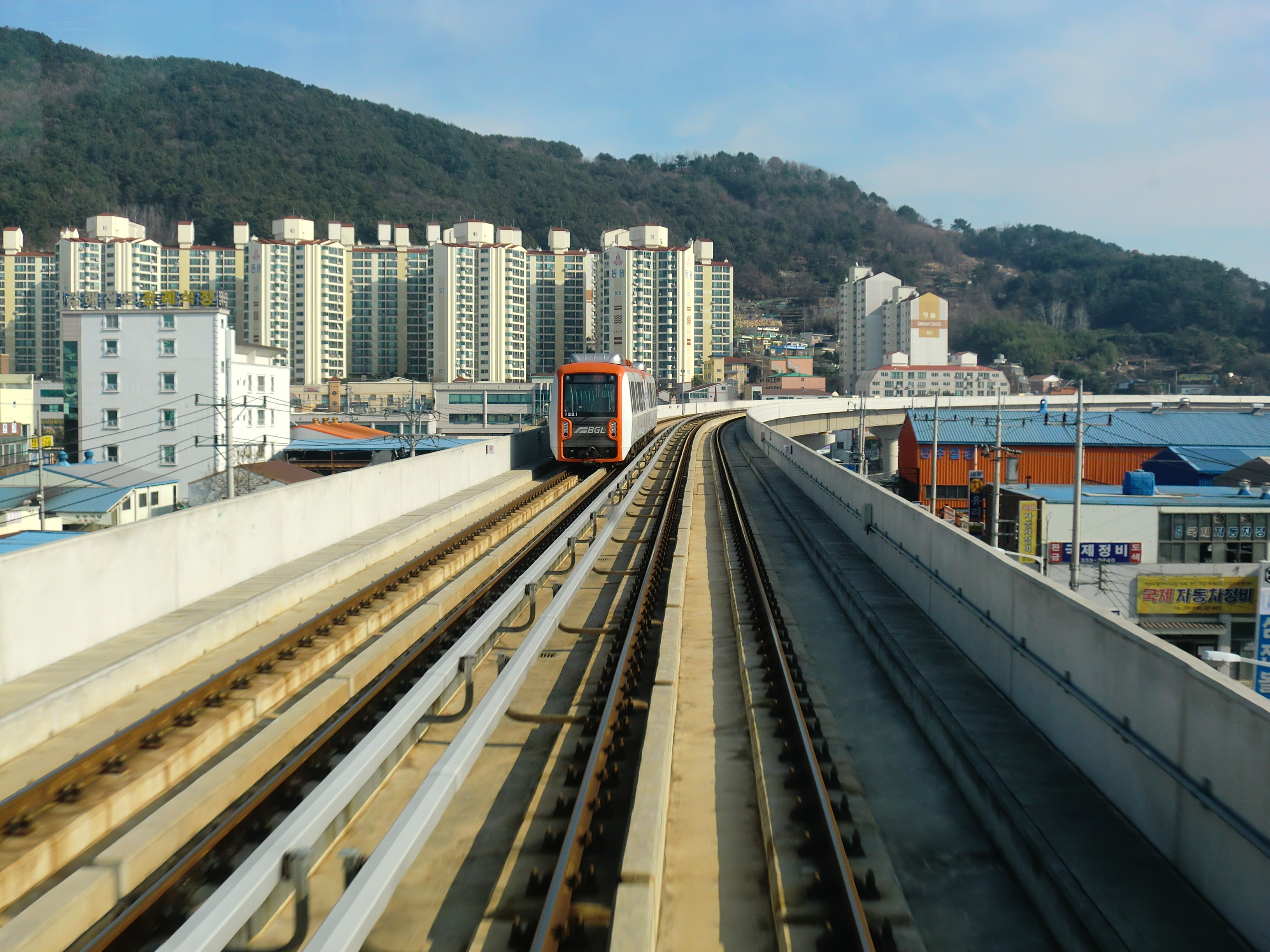
Потяг на естакаді
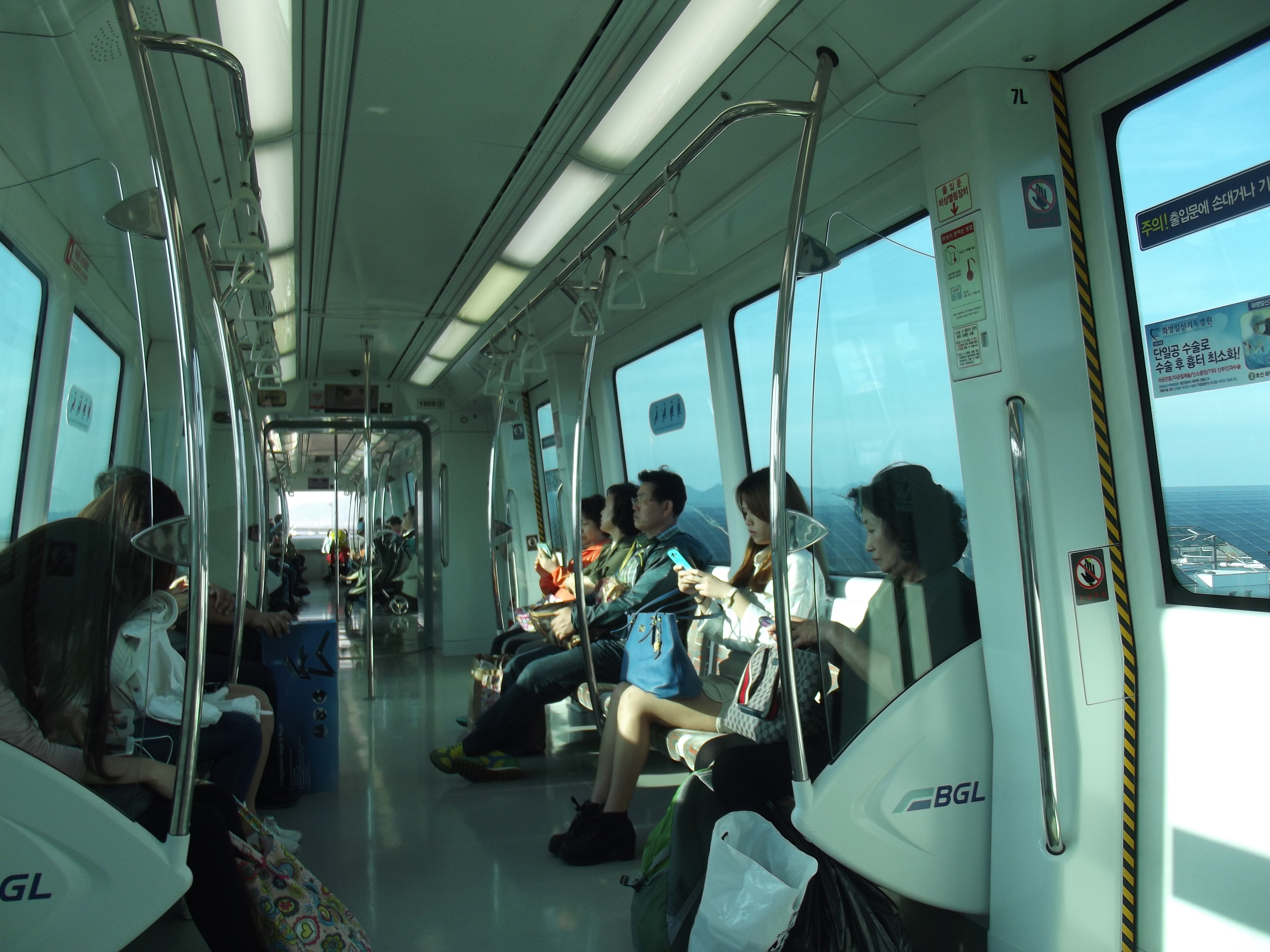
Всередині вагона